# Championnat d'Antigua-et-Barbuda de football 2008-2009
Navigation
Saison précédente Saison suivante
La saison 2008-2009 du Championnat d'Antigua-et-Barbuda de football est la trente-huitième édition de la Premier Division, le championnat de première division à Antigua-et-Barbuda. Les dix formations de l'élite sont regroupées au sein d'une poule unique où elles s'affrontent deux fois, à domicile et à l'extérieur. En fin de saison, les deux derniers du classement sont relégués et remplacés par les deux meilleures formations de First Division tandis que le 8e dispute un barrage de promotion-relégation.
C'est le SAP FC qui remporte la compétition cette saison après avoir terminé en tête du classement final, avec deux points d'avance sur Hoppers FC et six sur le double tenant du titre, Bassa SC. Il s’agit du second titre de champion d'Antigua-et-Barbuda de l'histoire du club, qui réussit le doublé en s'imposant également en FA Cup.

## Les clubs participants
- Empire FC
- Hoppers FC
- Villa Lions FC
- All Saints United
- Old Road FC - Promu de First Division
- Jennings United - Promu de First Division
- Freemansville FC
- Bassa SC
- Parham FC
- SAP FC

## Compétition
Le barème de points servant à établir le classement se décompose ainsi :
- Victoire : 3 points
- Match nul : 1 point
- Défaite : 0 point

### Classement
| Rang | Équipe            | Pts | J  | G  | N | P  | Bp | Bc | Diff |
| ---- | ----------------- | --- | -- | -- | - | -- | -- | -- | ---- |
| 1    | SAP FCC           | 41  | 18 | 13 | 2 | 3  | 40 | 18 | +22  |
| 2    | Hoppers FC        | 39  | 18 | 12 | 3 | 3  | 42 | 16 | +26  |
| 3    | Bassa SCT         | 35  | 18 | 10 | 5 | 3  | 29 | 13 | +16  |
| 4    | All Saints United | 33  | 18 | 9  | 6 | 3  | 33 | 19 | +14  |
| 5    | Parham FC         | 30  | 18 | 9  | 3 | 6  | 29 | 21 | +8   |
| 6    | Old Road FCP      | 23  | 18 | 7  | 2 | 9  | 41 | 56 | -15  |
| 7    | Villa Lions FC    | 17  | 18 | 4  | 5 | 9  | 15 | 28 | -13  |
| 8    | Empire FC         | 16  | 18 | 4  | 4 | 10 | 19 | 27 | -8   |
| 9    | Jennings UnitedP  | 9   | 18 | 2  | 3 | 13 | 13 | 32 | -19  |
| 10   | Freemansville FC  | 9   | 18 | 2  | 3 | 13 | 19 | 50 | -31  |

|  | Champion d'Antigua-et-Barbuda 2008-2009                                    |
|  | Participation au barrage de promotion-relégation                           |
|  | Relégation directe en First Division                                       |
|  | T : Tenant du titre C : Vainqueur de la FA Cup P : Promu de First Division |

### Matchs

#### Barrage de promotion-relégation
Le 8e de Premier Division, Empire FC, retrouve les 3e et 4e de First Division, Swetes FC et Goldsmitty FC, en poule de promotion-relégation. Les trois équipes s'affrontent une fois, seule la meilleure d'entre elles est promue ou se maintient parmi l'élite.
| Rang | Équipe             | Pts | J | G | N | P | Bp | Bc | Diff |  | Résultats (▼ dom., ► ext.) | Gold | Swet | Empi |
| ---- | ------------------ | --- | - | - | - | - | -- | -- | ---- |  | -------------------------- | ---- | ---- | ---- |
| 1    | Goldsmitty FC (D2) | 4   | 2 | 1 | 1 | 0 | 3  | 1  | +2   |  | Goldsmitty FC (D2)         |      |      | 2-0  |
| 2    | Swetes FC (D2)     | 4   | 2 | 1 | 1 | 0 | 3  | 2  | +1   |  | Swetes FC (D2)             | 1-1  |      |      |
| 3    | Empire FC          | 0   | 2 | 0 | 0 | 2 | 1  | 4  | -3   |  | Empire FC                  |      | 1-2  |      |

- Goldsmitty FC prend la place d'Empire FC en Premier Division.

## Bilan de la saison
| Championnat d'Antigua-et-Barbuda de football 2008-2009 |                   |
| Champion                                               | SAP FC (2e titre) |
| Coupes et trophées                                     |                   |
| Vainqueur de la Coupe d'Antigua-et-Barbuda 2008-2009   | SAP FC            |
| Qualifications continentales                           |                   |
| CFU Club Championship 2010                             | Aucun             |
| Promotions et relégations                              |                   |
| Promus en Premier Division                             | Potters Tigers FC |
| Promus en Premier Division                             | Willikies FC      |
| Promus en Premier Division                             | Goldsmitty FC     |
| Relégués en First Division                             | Jennings United   |
| Relégués en First Division                             | Freemansville FC  |
| Relégués en First Division                             | Empire FC         |